# Josh West
A. Joshua „Josh“ West (* 25. März 1977 in Santa Fe Springs) ist ein britischer Ruderer.

## Karriere
Der in den Vereinigten Staaten geborene Josh West begann an der Yale University mit dem Rudersport. 1998 wechselte er nach England an die University of Cambridge. Von 1999 bis 2002 trat er für Cambridge beim Boat Race an, 1999 und 2001 gewann sein Boot das Rennen.
Ab 2001 gehörte das 2,07 m große Mitglied des Leander Club auch der britischen Rudernationalmannschaft an. Bei den Weltmeisterschaften 2001 belegte er mit dem britischen Achter den fünften Platz. 2002 wechselte er in den Vierer ohne Steuermann, zusammen mit Steve Williams, Toby Garbett und Rick Dunn gewann er hinter dem deutschen Boot die Silbermedaille bei den Weltmeisterschaften 2002. 2003 erreichte der britische Vierer in der gleichen Besetzung den zweiten Platz hinter den Kanadiern. Bei den Olympischen Spielen 2004 saß Josh West im britischen Achter, der den neunten Platz belegte.
Bei den Weltmeisterschaften 2005 und 2006 trat West ebenfalls im Achter an und belegte den vierten, bzw. den fünften Platz. Erst 2007 in München gewann der britische Achter hinter Kanadiern und Deutschen wieder eine Medaille. In seinem letzten großen Rennen gewann Josh West bei den Olympischen Spielen 2008 mit dem britischen Achter die Silbermedaille hinter den Kanadiern.